# Gangsta’s Paradise (альбом)
Gangsta’s Paradise (с англ. — «Гангстерский рай») — второй студийный альбом рэпера Кулио, выпущенный 7 ноября 1995 года. Это самый продаваемый альбом Кулио, в США было продано более двух миллионов копий. С альбома было выпущено три сингла, которые стали хитами: заглавный трек (который впервые был использован в фильме 1995 года Опасные умы, вышедшем до альбома Кулио), «1, 2, 3, 4 (Sumpin’ New)» и «Too Hot».

## Информация об альбоме
Три песни были выпущены в качестве синглов. Песня «Gangsta’s Paradise» заняла первое место в Billboard Hot 100, «1, 2, 3, 4 (Sumpin' New)» достигла 5-го места, а «Too Hot» достигла 24-го места.
Альбом был номинирован на премию «Грэмми» 1997 года в категории «Лучший рэп-альбом». Песня «Gangsta’s Paradise» в 1996 году была удостоена премии «Грэмми» за лучшее сольное рэп-исполнение. Песня «Sumpin’ New» была номинирована на премию «Грэмми» 1997 года за лучшее сольное исполнение рэпа.

## Отзывы
| Оценки критиков                   | Оценки критиков |
| Источник                          | Оценка          |
| --------------------------------- | --------------- |
| AllMusic                          | [ 4 ]           |
| Christgau's Consumer Guide        | A−              |
| The Encyclopedia of Popular Music | [ 6 ]           |
| Entertainment Weekly              | B+              |
| Los Angeles Times                 | [ 8 ]           |
| Muzik                             | [ 9 ]           |
| NME                               | 7/10            |
| The Rolling Stone Album Guide     | [ 11 ]          |
| The Source                        | [ 12 ]          |
| Spin                              | 8/10            |

Spin присвоил альбому 8 баллов из 10 и сказал: «Современные рэперы не заинтересованы в том, чтобы делиться какими-либо знаниями с посторонними. Кулио — большое исключение… самый стилистически широкий мейнстримовый рэп-альбом, который вы, вероятно, услышите за весь год. Даже при первом прослушивании он звучит как сборник хитов».
Entertainment Weekly поставил альбом на 4 место в списке 10 лучших альбомов 1995 года по версии EW и сказал: «Уличный философ, проповедующий уважение к черным женщинам, отцовскую ответственность и безопасный секс… продолжающий великие традиции Слая Стоуна и Стиви Уандера… Кулио и его команда заставляют гетто казаться не только местом запустения, но и надежды».
The Source присвоил альбому 4 микрофона из 5 и сказал: «Сумасшедший с косичками предлагает искусные и проницательные тексты, которые достигают и относятся ко всем уровням опыта черных… устанавливает стандарты, с которыми банальные тексты и запоминающиеся лупы не могут конкурировать… Немногие артисты могут преодолеть грань между коммерческим и андеграундным хип-хопом».
Musician сказал: «Кулио связывает свою музыку с посланием, которое столь же глубоко, сколь и грув».
Rap Pages поставил альбому 7 баллов из 10 и сказал: «Может быть, потому, что он десятилетие читал рэп без поддержки, его кидали на сделках по записи… этот крутой парень из Комптона остается приземленным… Кулио радуется той единственной жизни, которая ему знакома».
NME поставил альбому 7 баллов из 10 и сказал: «Вместо того, чтобы играть роль „большой шишки с узи“, он принимает более рефлексивный взгляд на городскую жизнь в Лос-Анджелесе… Таким образом, Кулио делает сознательный шаг вперед по сравнению с прошлогодним легкомысленным дебютом».

## Список композиций
| №   | Название                                               | Длительность |
| --- | ------------------------------------------------------ | ------------ |
| 1.  | «That's How It Is (Skit)» (при участии L.V.)           | 1:01         |
| 2.  | «Geto Highlites»                                       | 5:00         |
| 3.  | «Gangsta's Paradise» (при участии L.V.)                | 4:02         |
| 4.  | «Too Hot»                                              | 3:40         |
| 5.  | «Cruisin'»                                             | 4:36         |
| 6.  | «Exercise Yo' Game» (при участии E-40, Kam и 40 Thevz) | 4:50         |
| 7.  | «1, 2, 3, 4 (Sumpin' New)»                             | 3:34         |
| 8.  | «8 Smilin'»                                            | 4:11         |
| 9.  | «Fucc Coolio (Skit)»                                   | 0:49         |
| 10. | «Kinda High, Kinda Drunk»                              | 3:45         |
| 11. | «For My Sistas»                                        | 4:28         |
| 12. | «Is This Me?»                                          | 4:25         |
| 13. | «A Thing Going On»                                     | 4:46         |
| 14. | «Bright as the Sun»                                    | 4:47         |
| 15. | «Recoup This»                                          | 1:21         |
| 16. | «The Revolution»                                       | 3:49         |
| 17. | «Get Up Get Down»                                      | 5:31         |

| №   | Название                                               | Длительность |
| --- | ------------------------------------------------------ | ------------ |
| 1.  | «That's How It Is (Skit)» (при участии L.V.)           | 1:01         |
| 2.  | «Geto Highlites»                                       | 5:01         |
| 3.  | «Gangsta's Paradise» (при участии L.V.)                | 4:02         |
| 4.  | «Too Hot»                                              | 3:41         |
| 5.  | «Cruisin'»                                             | 4:37         |
| 6.  | «Exercise Yo' Game» (при участии E-40, Kam и 40 Thevz) | 4:50         |
| 7.  | «1, 2, 3, 4 (Sumpin' New)»                             | 3:35         |
| 8.  | «Smilin'»                                              | 4:12         |
| 9.  | «Fucc Coolio (Skit)»                                   | 0:50         |
| 10. | «Kinda High, Kinda Drunk»                              | 3:46         |
| 11. | «For My Sistas»                                        | 4:29         |
| 12. | «Is This Me?»                                          | 4:25         |
| 13. | «A Thing Going On»                                     | 4:47         |
| 14. | «Bright as the Sun»                                    | 4:48         |
| 15. | «Recoup This»                                          | 1:21         |
| 16. | «The Revolution»                                       | 3:50         |
| 17. | «Get Up Get Down»                                      | 5:33         |
| 18. | «1, 2, 3, 4 (Sumpin' New)» (Timber Mix)                | 3:23         |
| 19. | «1, 2, 3, 4 (Sumpin' New)» (Timber Mix Instrumental)   | 3:17         |

## Семплы и интерполяции
Песня «Geto Highlites» содержит сэмпл песни «Groove With You» в оригинальном исполнении The Isley Brothers. Вступление песни содержит интерполяцию строк «What you gonna play now?» из песни «Make It Funky» в оригинальном исполнении Джеймса Брауна и «Get on up» из песни «Get Up (I Feel Like Being a) Sex Machine», также в оригинальном исполнении Джеймса Брауна.
Песня «Gangsta’s Paradise» содержит интерполяцию песни «Pastime Paradise», первоначально исполненной Стиви Уандером, а первая строка песни взята из Psalm 23.
«Too Hot» содержит интерполяцию песни «Too Hot» в оригинальном исполнении Kool & The Gang.
«Cruisin'» содержит интерполяцию песни «Cruisin'» в оригинальном исполнении Smokey Robinson & the Miracles.
«1, 2, 3, 4 (Sumpin' New)» содержит сэмплы песен «Thighs High (Grip Your Hips More)», первоначально исполненной Томом Брауном, и «Wikka Wrap», первоначально исполненной The Evasions.
Песня «Smilin'» содержит интерполяцию песни «You Caught Me Smiling», первоначально исполненной Sly & The Family Stone.
«Kinda High, Kinda Drunk» содержит интерполяции песен «Saturday Night» и «The Boyz in Da Hood».
«For My Sistas» содержит интерполяцию песни «Make Me Say It Again Girl», первоначально исполненной группой The Isley Brothers.
«A Thing Goin' On» содержит интерполяцию песни «Me and Mrs. Jones», первоначально исполненной Билли Полом.
«The Revolution» содержит интерполяцию песни «Magic Night».
«Get Up, Get Down» содержит интерполяцию песни «Chameleon», первоначально исполненной Херби Хэнкоком.

## Чарты
| Чарт (1995—96)                                        | Высшая позиция |
| ----------------------------------------------------- | -------------- |
| Австралия (ARIA)                                      | 12             |
| Австрия (Ö3 Austria)                                  | 4              |
| Бельгия/Фландрия (Ultratop)                           | 28             |
| Бельгия/Валлония (Ultratop)                           | 14             |
| Нидерланды (Album Top 100)                            | 9              |
| Финляндия (Suomen virallinen lista)                   | 11             |
| Франция (SNEP)                                        | 38             |
| Германия (Offizielle Top 100)                         | 6              |
| Новая Зеландия (RMNZ)                                 | 5              |
| Норвегия (VG-lista)                                   | 24             |
| Швеция (Sverigetopplistan)                            | 16             |
| Швейцария (Schweizer Hitparade)                       | 2              |
| Великобритания R&B (UK R&B Singles and Albums Charts) | 3              |
| Великобритания (UK Albums Chart)                      | 18             |
| США (Billboard 200)                                   | 9              |
| США (Billboard Top R&B/Hip-Hop Albums)                | 14             |

| Чарт (1996)                                  | Позиция |
| -------------------------------------------- | ------- |
| Австралия (Ö3 Austria Austrian Albums)       | 41      |
| Нидерланды (Album Top 100 Dutch Albums)      | 52      |
| Германия (Offizielle Top 100 German Albums)  | 45      |
| Швейцария (Schweizer Hitparade Swiss Albums) | 21      |
| США Billboard 200                            | 20      |
| США Top R&B/Hip-Hop Albums (Billboard)       | 42      |

## Сертификации
| Регион | Сертификация  | Продажи    |
| --- | ------------- | ---------- |
| Австралия (ARIA) | Золотой       | 35 000^    |
| Бельгия (BEA) | Золотой       | 25 000*    |
| Канада (Music Canada) | Платиновый    | 100 000^   |
| Франция (SNEP) | 2× Золотой    | 200 000*   |
| Германия (BVMI) | Золотой       | 250 000^   |
| Нидерланды (NVPI) | Золотой       | 50 000^    |
| Новая Зеландия (RMNZ) | Платиновый    | 15 000^    |
| Швеция (GLF) | Золотой       | 50 000^    |
| Швейцария (IFPI Switzerland)                                                                                             | 2× Платиновый | 100 000^   |
| Великобритания (BPI) | Золотой       | 100 000^   |
| США (RIAA) | 2× Платиновый | 2 000 000^ |
| * Данные о продажах приведены только на основе сертификации. ^ Данные о тиражах приведены только на основе сертификации. |               |            |